# Flashback (pel·lícula de 2020)
Flashback és una pel·lícula de thriller de misteri canadenca del 2020 escrita i dirigida per Christopher MacBride. La pel·lícula és protagonitzada per Dylan O'Brien, Hannah Gross i Maika Monroe. La pel·lícula es va estrenar al Festival de Cinema de Sitges 2020. S'ha doblat i subtitulat al català.